# Zorzines baliensis
Zorzines baliensis är en fjärilsart som beskrevs av Inoue 1992. Zorzines baliensis ingår i släktet Zorzines och familjen nattflyn. Inga underarter finns listade i Catalogue of Life.